# Gabriel Giurgiu
Gabriel Nicu Giurgiu (n. 3 septembrie 1982, Cluj-Napoca, România) este un fotbalist român retras din activitate. A semnat cu Oțelul în ianuarie 2007, pentru aproximativ 25.000$, și după o serie de performanțe remarcabile a fost transferat în vara aceluiași an la Rubin Kazan, în campionatul Rusiei. Câteva luni mai târziu, în ianuarie 2008, a fost împrumutat înapoi la Oțelul, nereușind să se adapteze la echipa rusă. Din ianuarie 2009, a revenit definitiv la Oțelul Galați.

## Titluri
Oțelul Galați
- Liga I (1): 2010-2011[8]